# Chaetodon sanctaehelenae
Chaetodon sanctaehelenae es una especie de pez mariposa del género Chaetodon.
Habita en el sudeste del Océano Atlántico, principalmente (como su nombre lo indica) en la Isla Santa Helena. Sus costumbres son de habitar cerca de la superficie, en cardumen o en pareja, ya que viven acompañados toda la vida.
Se los conoce como peces muy astutos, por su forma de capturar alimento sin lastimarse, aunque también usan esta inteligencia para librarse entre ellos de parásitos o tejidos muertos.
Tiene un extraordinario cuerpo escamoso blanco, con el contorno de su lomo, aleta trasera y dorso untados en amarillo y, en los ojos, la clásica franja negra. Llega a medir a eso de los 20 centímetros.